# Bellingwolde
Bellingwolde est un village qui fait partie de la commune de Westerwolde dans la province néerlandaise de Groningue.
En 1968, l'ancienne commune indépendante de Bellingwolde a été supprimée. Elle fusionna avec Wedde pour former la nouvelle commune de Bellingwedde.

## Personnalités liées a la localité
- Lou Ottens (1926-2021), ingénieur néerlandais, inventeur de la cassette audio.